# 徳島県道266号昼間辻線
徳島県道266号 昼間辻線（とくしまけんどう266ごう ひるまつじせん）は、徳島県三好郡東みよし町から三好市に至る一般県道である。

## 概要
三好郡東みよし町昼間から三好市井川町辻に至る。途中に吉野川を渡る美濃田大橋があるが、幅員が狭小である上、井川側には踏切があるため、タイミングが悪いと渡るのに多くの時間を要する。

### 路線データ
- 起点：徳島県三好郡東みよし町昼間（徳島県道12号鳴門池田線交点）
- 終点：徳島県三好市井川町辻（国道192号交点）
- 総延長：1.199 km[1]

## 歴史
- 1959年（昭和34年）1月31日 - 徳島県道113号として認定。
- 1972年（昭和47年）3月10日 - 現在の路線番号で再認定。

## 路線状況

### 道路施設

#### 橋梁
- 美濃田大橋（吉野川、三好郡東みよし町 - 三好市）

## 地理

### 通過する自治体
- 徳島県
  - 三好郡東みよし町 - 三好市

### 交差する道路
| 交差する道路           | 市町村名 | 市町村名   | 交差する場所 | 交差する場所 |
| ---------------------- | -------- | ---------- | ------------ | ------------ |
| 徳島県道12号鳴門池田線 | 三好郡   | 東みよし町 | 昼間         | 起点         |
| 国道192号              | 三好市   | 三好市     | 井川町辻     | 終点         |

### 交差する鉄道
- 徳島線

### 沿線
- 吉野川